# Tydal
Tydal – norweska gmina leżąca w okręgu Trøndelag. Centrum administracyjne gminy stanowi wieś Ås.
Tydal jest 69. norweską gminą pod względem powierzchni.

## Demografia
Według danych z roku 2020 gminę zamieszkuje 759 osób. Gęstość zaludnienia wynosi 0,623 os./km². Pod względem zaludnienia Tydal zajmuje 415. miejsce wśród norweskich gmin.
| ludność stan na 4. kwartał 2020 |         |           |       |
|                                 | kobiety | mężczyźni | razem |
| osób                            | 374     | 385       | 759   |
| %                               | 49,27%  | 50,72%    | 100%  |

| wykształcenie stan na 4. kwartał 2020, osoby powyżej 16 roku życia |        |         |        |        |
|                                                                    | podst. | średnie | wyższe | niezn. |
| osób                                                               | 189    | 332     | 131    | 1      |
| %                                                                  | 28,94% | 50,84%  | 20,06% | 0,15%  |

## Edukacja
Według danych z 2020:
- liczba szkół podstawowych (norw. grunnskolar): 1
- liczba uczniów szkół podst.: 67

## Władze gminy
Według danych na rok 2020 roku administratorem gminy (norw. rådmann) jest Heidi Horndalen, natomiast burmistrzem (norw. ordfører, d. borgermester) jest Jens Arne Kvello.